# مركز الملك سلمان لدراسات تاريخ الجزيرة العربية وحضارتها
مركز الملك سلمان لدراسات تاريخ الجزيرة العربية وحضارتها هو عبارة عن مركز يهتم بالدراسات التاريخية والحضارية المتعلقة بالمملكة العربية السعودية بصفة خاصة والجزيرة العربية بصفة عامة.

## نشأة المركز
تم تأسيس مركز الملك سلمان لدراسات تاريخ الجزيرة العربية وحضارتها بتاريخ 1431/1/4هـ , وبحضور خادم الحرمين الشريفين الملك سلمان بن عبد العزيز ورعايته للاحتفال بمناسبة التوقيع على إنشاء المركز من قبل مدير جامعة الملك سعود، ودارة الملك عبد العزيز.

## أهداف المركز
- القيام بنشر الكتب والبحوث والدراسات التي تتناول تاريخ الجزيرة العربية وحضارتها.
- يعقد المركز ندوات ومؤتمرات عامة ومغلقة تبحث في تاريخ الجزيرة العربية بعامة تاريخ المملكة العربية السعودية بصفة خاصة, وعلاقتها مع جيرانها ومع الدول والتجمعات الإقليمية الأخرى.
- إصدار مجلة خاصة بتاريخ الجزيرة العربية وحضارتها.
- تقديم الاستشارات العلمية في كل ما يتعلق بالجزيرة العربية، سواءً من حيث النشر والتأليف أو في وضع المناهج التاريخية لكل المراحل الدراسية.
- تأسيس قاعدة بيانات معلوماتية تاريخية في كل ما يتعلق بتاريخ الجزيرة العربية وحضارتها.
- تأسيس العلاقات مع المراكز المتماثلة وتوثيقها، وكذلك الأفراد المهتمين بتاريخ الجزيرة العربية وحضارتها، واستضافة الأساتذة الزائرين.
- إجراء الدراسات وتقديم المقترحات الخاصة بمجال عمل المركز.
- المتابعة المستمرة لكل ما ينشر عن تاريخ الجزيرة العربية وحضارتها باللغات العالمية.
- الاستفادة من وسائل التقنية الحديثة للتعريف بتاريخ الجزيرة العربية وحضارتها عبر العصور.
- مساعدة الباحثين في حقل تاريخ الجزيرة العربية وحضارتها.

## مهام المركز
- يعتبر المركز مرجعاً متخصصاً لكل ما يتعلق بتاريخ الجزيرة العربية.
- يسهم المركز في رسم سياسات تدريس التاريخ الوطني في التعليم العام والجامعي بالتنسيق مع الجهات الأخرى ذات الاختصاص.
- استقطاب ذوي الخبرات والكفاءات المتميزة للعمل بالمركز.
- عقد ندوة عالمية كل سنتين، وتكون في موضوع له علاقة بتاريخ الجزيرة العربية وحضارتها.
- تشجيع طلاب الدراسات العليا على تسجيل موضوعات علمية تخص تاريخ الجزيرة العربية، وتوفير الدعم والاستشارة لهم، ومساعدتهم على اختيار الموضوعات ونشر الأبحاث والأطروحات العلمية.
- تنفيذ مشاريع بحثية مشتركة بالتعاون مع المراكز العلمية والأكاديمية ذات الاهتمام المشترك داخل المملكة وخارجها.
- تأسيس وقف للمركز واستثمار موارده في مشاريع اقتصادية؛ بغية تمويل بعض نشاطاته العلمية.
- إنشاء مكتبة للمركز أو تخصيص قاعة في مكتبة الملك سلمان ويشرف عليها تضم كل ما يمكن الحصول عليه عن تاريخ الجزيرة العربية عبر العصور؛ وتكون عوناً للباحثين، والمتخصصين في المجالات التاريخية.

## من أعمال المركز
1. ورشة عمل مركز الملك سلمان لدراسات تاريخ الجزيرة العربية وحضارتها
2. ورشة عمل التاريخ والتقنية الحديثة بجامعة الملك سعود
3. ترجمة أبحاث عن تاريخ مكة والمدينة وجدة.
4. عقد ندوة الجوانب الإنسانية والاجتماعية في تاريخ الجزيرة العربية.
5. اقامة جلسات علمية بندوة الجوانب الإنسانية والاجتماعية في تاريخ عبد العزيز آل سعود.
6. جائزة الملك سلمان بن عبد العزيز لطلاب الدراسات العليا السعوديين بالجامعات السعودية وغيرها من الجامعات العالمية.